# Chapter 14: The Tragedy
"Chapter 14: The Tragedy" es el sexto episodio de la segunda temporada de la serie de televisión estadounidense en streaming The Mandalorian. Fue escrito por el showrunner Jon Favreau y dirigido por Robert Rodriguez. Fue lanzado en Disney+ el 4 de diciembre de 2020. El episodio recibió elogios de la crítica, con enfoque hacia la dirección de Rodríguez, las secuencias de acción y el peso emocional. La crítica destacó especialmente el regreso de Temuera Morrison como Boba Fett.

## Trama
El Mandaloriano llega con Grogu a Tython y encuentra el antiguo templo Jedi en la cima de una montaña. Sienta a Grogu en la piedra central para que pueda elegir su camino, entra en trance y genera un fuerte campo de fuerza protector aparece a su alrededor. Pero Mando se inquieta cuando ve la llegada de una misteriosa nave; al bajar, se encuentra con un misterioso hombre que se revela como Boba Fett que tras rastrearlo, exige la devolución de su armadura mandaloriana. A su lado, viene con la mercenaria Fennec Shand, a quien Mando creía muerta; ella revela que Fett salvó su vida en Tatooine, instalándole implantes tecnológicos y que ahora como agradecimiento, sirve para él.
Después de una tensa confrontación, el Mandaloriano acepta cambiar la armadura por la seguridad de Grogu. En ello, llegan dos transportes de tropas imperiales con soldados de asalto que intentan capturar a Grogu. Honrando su acuerdo, Fett, Shand y el Mandaloriano unen sus fuerzas para defenderse de los soldados de asalto que avanzan, causando muchas bajas. Boba Fett recupera su armadura y la usa para acabar con muchos soldados de asalto antes de disparar un cohete que destruye las naves de tropas que huyen. Cuando el campo de Fuerza que lo rodea desaparece, Grogu se derrumba por agotamiento.
Moff Gideon llega en un crucero ligero imperial y destruye el Razor Crest desde lo alto. Gideon envía cuatro Dark troopers, que capturan a Grogu y lo llevan de regreso al crucero, sin que Mando pueda hacer algo. Fett y Shand aceptan ayudar al Mandaloriano a salvar a Grogu para pagar su deuda. Viajan en el Slave I a Nevarro donde Mando busca la ayuda de Cara Dune, ahora comisaria de la Nueva República; le pide sacar al criminal Migs Mayfeld para ayudar a rastrear el crucero de Gideon y rescatar a Grogu. Impresionado con los poderes de la Fuerza que Grogu exhibe contra los soldados de asalto, Gideon le muestra a Grogu el sable oscuro y hace que un soldado de asalto lo aturda y lo encadene. Después, Gideon solicita que le informen al Dr. Pershing que tienen al donante.

## Producción

### Desarrollo
El episodio fue escrito por el creador de la serie, Jon Favreau, y dirigido por Robert Rodríguez, cuya participación en la segunda temporada se confirmó el 4 de mayo de 2020. Rodríguez no fue la primera opción para dirigir el episodio. Antes de dirigir The Mandalorian, Rodríguez trabajó con Pedro Pascal en la película de Netflix We Can Be Heroes. Rodríguez se sorprendió por la brevedad del guion y le preguntó a Favreau "¿Está bien que mi guión tenga solo 19 páginas? Porque corté muy rápido y probablemente terminará siendo de 16 minutos", pero Favreau explicó que Rodríguez estaba allí para completar las escenas de acción y hacer que la batalla fuera más larga. Elogió el guion diciendo: "Tenía todas las cosas buenas. Era como un 'Greatest Hits' de todas las cosas buenas; No podía creerlo. Para ir a jugar a Star Wars con todos los juguetes y poder jugar con Boba Fett". Sin saber si Boba Fett volvería a aparecer en la serie, Rodríguez aprovechó la oportunidad para "hacerlo súper rudo en este momento [y] ser el personaje que imaginé que sería cuando escuché sobre él cuando tenía 12 años. Esa era mi misión, solo ir a satisfacer esa fascinación de 12 años por el personaje". Rodríguez describió la experiencia: "Cumplió con todas mis... supera mis expectativas, quiero decir, fue MUY divertido".
Solo seis de los soldados de asalto que aparecen en el episodio eran reales, los demás se agregaron digitalmente a la escena.

### Casting
Todos los actores coprotagonistas de este episodio regresan de episodios anteriores e incluyen a Temuera Morrison como Boba Fett, Ming-Na Wen como Fennec Shand, Giancarlo Esposito como Moff Gideon y Gina Carano como Cara Dune. Los actores invitados adicionales del elenco de este episodio incluyen a Gabriel Ebert como oficial artillero imperial y Katy O'Brian que regresa como la oficial de comunicaciones imperial Elia Kane. Brendan Wayne, Lateef Crowder y Barry Lowin están acreditados como dobles de riesgo para The Mandalorian. Kirk Jenkins y Lauren Kim aparecen en los créditos como dobles de acción de Boba Fett y Fennec Shand, respectivamente. Grogu fue interpretado por varios titiriteros.

### Música
Ludwig Göransson compuso la partitura musical del episodio. Las pistas destacadas se lanzaron el 18 de diciembre de 2020, en el segundo volumen de la banda sonora de la segunda temporada.
Göransson y Rodríguez tuvieron sesiones de música por Zoom donde jugaron con efectos de sonido sin procesar para desarrollar una guía para lo que se convertiría en el tema de Boba Fett. Rodríguez quería que Fett fuera primitivo, como un bárbaro, e incluyó un cuerno de guerra, en el que Göransson se inspiró y distorsionó ese sonido con un didgeridoo y otro sonido único. Göransson también agregó sonidos de respiración a la pista "para que parezca que está en tu cabeza".

## Recepción
En Rotten Tomatoes, el episodio recibió una calificación de aprobación del 100% según las reseñas de 45 críticos, con una calificación promedio de 8.7/10. El consenso de los críticos del sitio dice: "Emocionante, confiada y completamente desgarradora, 'The Tragedy' es una televisión impresionante realizada brillantemente por el director Robert Rodríguez".
Laura Prudom de IGN le dio al episodio 10 de 10, llamándolo "lleno de acción, cargado de mitología y emocionalmente conmovedor" y elogió a Robert Rodríguez por su dirección segura y ojo para la acción. Keith Phipps de Vulture le dio al episodio cuatro de cinco estrellas, elogió la caracterización de Boba Fett y calificó la secuencia de acción entre Fett, Shand y los soldados de asalto como "espectacular" e "inteligentemente coreografiada". Alan Sepinwall de Rolling Stone lo calificó como "un episodio emocionante y un ejemplo encantador pero raro de hechos y leyendas que finalmente se fusionan en lo mismo".